# Semiothisa infirmata
Semiothisa infirmata là một loài bướm đêm trong họ Geometridae.